# Exaltación (gemeente)
Exaltación is een gemeente (municipio) in de Boliviaanse provincie Yacuma in het departement Beni. De gemeente telt naar schatting 6605 inwoners (2018). De hoofdplaats is Exaltación.